# The Nominations
The Nominations je šestnáctá epizoda druhé série amerického televizního seriálu Smash a v celkovém pořadí třicátá první epizoda tohoto seriálu. Napsal ji Bryan Goluboff, režíroval ji Michael Morris a poprvé se vysílala ve Spojených státech dne 26. května 2013 na televizní stanici NBC. Epizoda byla součástí dvouhodinového finále seriálu, ihned po epizodě se vysílala další (a poslední epizoda seriálu) s názvem The Tonys.

## Obsah epizody
Epizoda začíná písní „Feelin' Alright" kterou zpívá Ivy (Megan Hilty) a ukazují se v ní problémy, se kterými se všichni potýkají - Ana Vargas (Krysta Rodriguez) hledá práci a Eileen (Anjelica Huston) s Agnes (Daphne Rubin-Vega řeší úspěch/neúspěch muzikálu v porovnání s konkurencí. Ivy je těhotná, nechce to nikomu říct, ale okolí si všimlo, že se chová podivně. Eileen a Tom (Christian Borle) se jdou podívat na konkurenční hru, kde Tom způsobí faux pas před jedním z hlavních porotců na ceny Tony. Tom se mu snaží omluvit, ale věci ještě zhoršuje.
Jerry (Michael Cristofer) odhaluje reklamní kampaň pro Hit List pro nominace na ceny Tony a Jimmy (Jeremy Jordan) se zlobí, že tam není Kyle (Andy Mientus) za nejlepší libreto. Jerryho asistentka přijde se zprávou, že ho žaluje Ana Vargas za náhlou ztrátu své role, kterou získala Daisy Parker (Mara Davi) jen proto, že spala s Derekem (Jack Davenport) a teď ho vydírá. Jerry a Jimmy jsou rozzlobení a Derek slibuje, že dá věci do pořádku. Karen (Katharine McPhee) konfrontuje Anu ohledně jejího nečestného jednání, ale marně. Jimmy a Karen mají rozhovor s Michaelem Riedelem (hraje sám sebe) a Jimmy nevědomky při rozhovoru upustí větu, že "je rád, že Karen nehraje Marylin, protože by byla herečkou, která pouze něco imituje", což novinář překroutí jako kritiku proti Ivy. Ta se o tom doslechne a nedopatřením před ním řekne, že Hit List je úspěšný jenom proto, že Kyle Bishop zemřel. Mezi oběma muzikály se rozzuří válka.
Ana je na konkurzu na muzikál Once a zpívá píseň „If You Want Me", čímž nadchne producenty a ti jí řeknou, že je stejně dobrá, jak o ní Derek povídal, což Anu velmi překvapí. Ivy se snaží sejít s Derekem, aby mu řekla, že je s ním těhotná, ale on je vytížený a sám má dost problémů se sebou. Na předávání cen se sejdou oba dva muzikály a panuje mezi nimi nevraživost. Ivy se snaží Jimmymu omluvit, ale strhne se z toho hádka.
Jimmy je nemocný a Karen se ho snaží přesvědčit, aby si šetřil hlas a místo něj vystupoval jeho záskok. Jimmy se tedy jde podívat na představení ze strany diváka a je nadšený. Po představení se Jimmy a Karen sbližují. Julia (Debra Messing) přichází a omlouvá se Jimmymu, válka mezi muzikály je tedy zažehnána. Jimmy a Karen se téměř políbí, ale přichází Ana. Ana sdělí, že stáhla žalobu na Dereka. Ivy se chystá Derekovi říct, že je těhotná, ale je znechucena jeho chováním a tak zklamaná odchází.
Přichází vyhlášení nominací na ceny Tony: Leigh Conroy (za Bombshell), Ivy Lynn (Liasons) a Daisy Parker (Hit List) jsou nominované za nejlepší herečku ve vedlejší roli, Derek je nominován za choreografii pro Bombshell i Hit List, za nejlepší libreto je nominován Kyle i Tom s Juliou, za nejlepší režii Tom za Bombshell a Derek za Hit List a na nejlepší herečku jsou nominovány Karen za Hit List a po omylu se ukáže, že je nominována i Ivy za Bombshell. Hist List je nominován na 13 cen, Bombshell má o jednu nominaci méně.
Eileen přichází za Nickem (Thorsten Kaye) do věznice a dozví se, že Nick již byl propuštěn. Julia se potýká s problémy, když se jí ozve její bývalý muž Frank (Brian d'Arcy James) ohledně podmínek k rozvodu. Derek je na dně a v rozhovoru s Michaelem Riederem přiznává, že roli Divy dal Daisy Parker proto, že se s ním vyspala.

## Seznam písní
- „Feelin' Alright"
- „If You Want Me"
- „Rewrite This Story"

## Natáčení
Epizoda obsahovala celkem tři písně: dvě cover verze ("Feelin' Alright" od Traffic a "If You Want Me" z muzikálu Once) a jednu původní píseň, "Rewrite This Story", která již v seriálu zazněla a napsali ji Pasek and Paul.
"Feelin' Alright" a "If You Want Me" jsou dostupné na albu seriálu s názvem "The Music of Smash: The Complete Season 2".